# Mas del Fariner
El Mas del Fariner és un edifici de Garcia (Ribera d'Ebre) inclòs a l'Inventari del Patrimoni Arquitectònic de Catalunya.

## Descripció
Està situat a peu del camí de Balitxans, al sud est del nucli de Garcia.
Es tracta d'un molí fariner de planta rectangular i tres crugies que es troba en estat ruïnós. Constava de soterrani, planta baixa i pis, amb la coberta, avui inexistent, a dues vessants amb el carener paral·lel a la façana. La part més ben conservada és la façana principal, composta segons tres eixos simètrics d'obertures d'arc rebaixat al portal i al pis superior, i d'arc pla a la resta. Sota el portal s'entreveu un arc de mig punt ceràmic. El parament dels murs és de pedra irregular lligada amb fang. Davant la façana posterior hi ha una gran bassa. La construcció es troba coberta de vegetació.